# Gortyns lagkodex

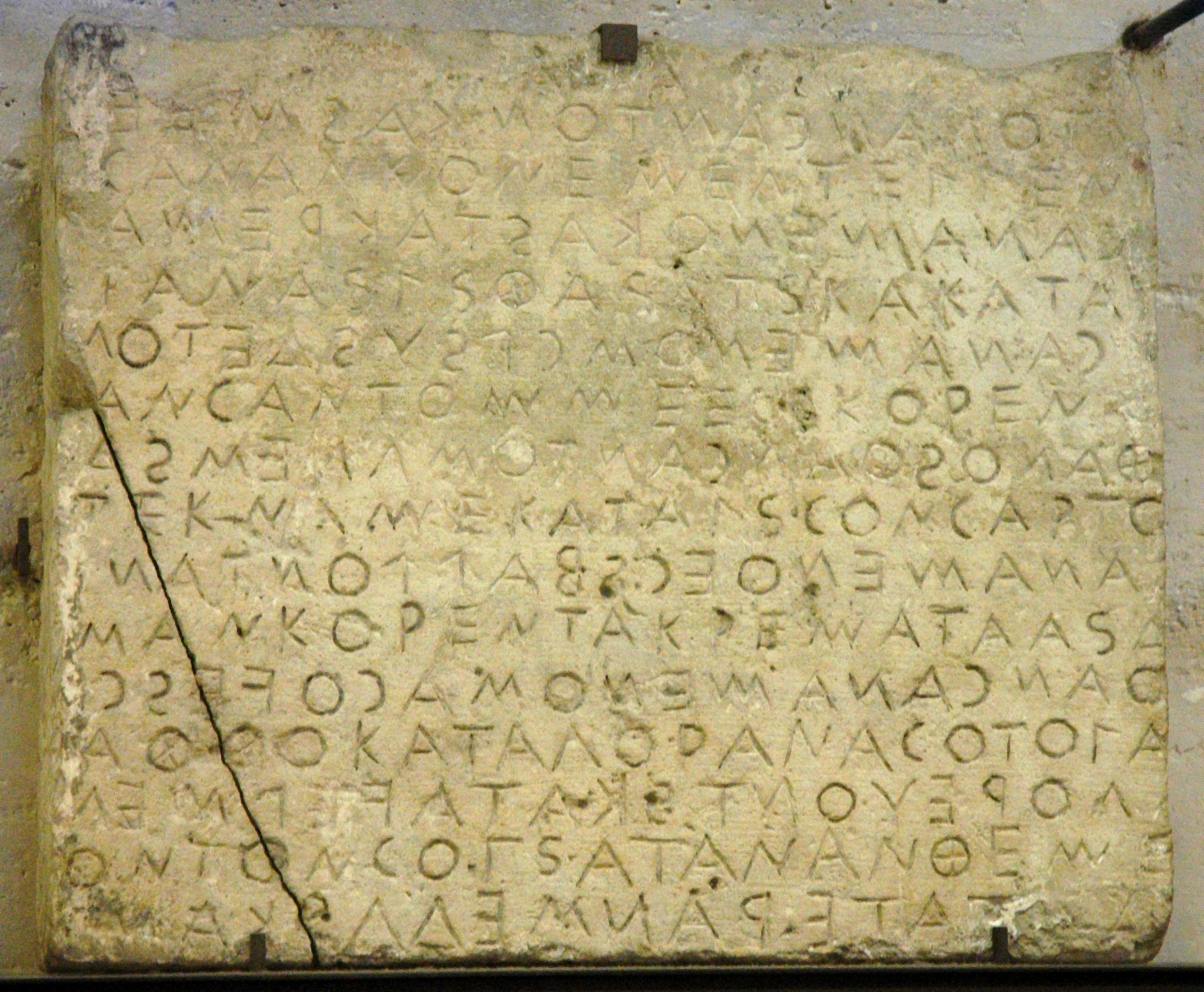
Bestämmelser om arv, stenfragment från Gortyns lagkodex, Louvren, Paris.

Gortyns lagkodex var en lagbok som utgjorde stadsrätt i den antika grekiska stadsstaten Gortyn på sydsidan av Kreta.

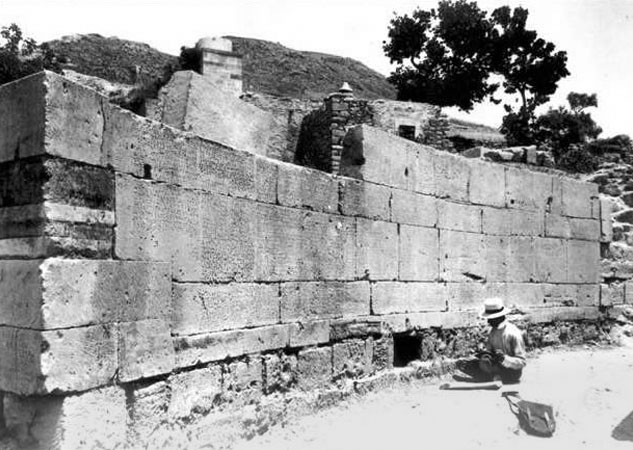
Federico Halbherr studerar lagtexten på muren.

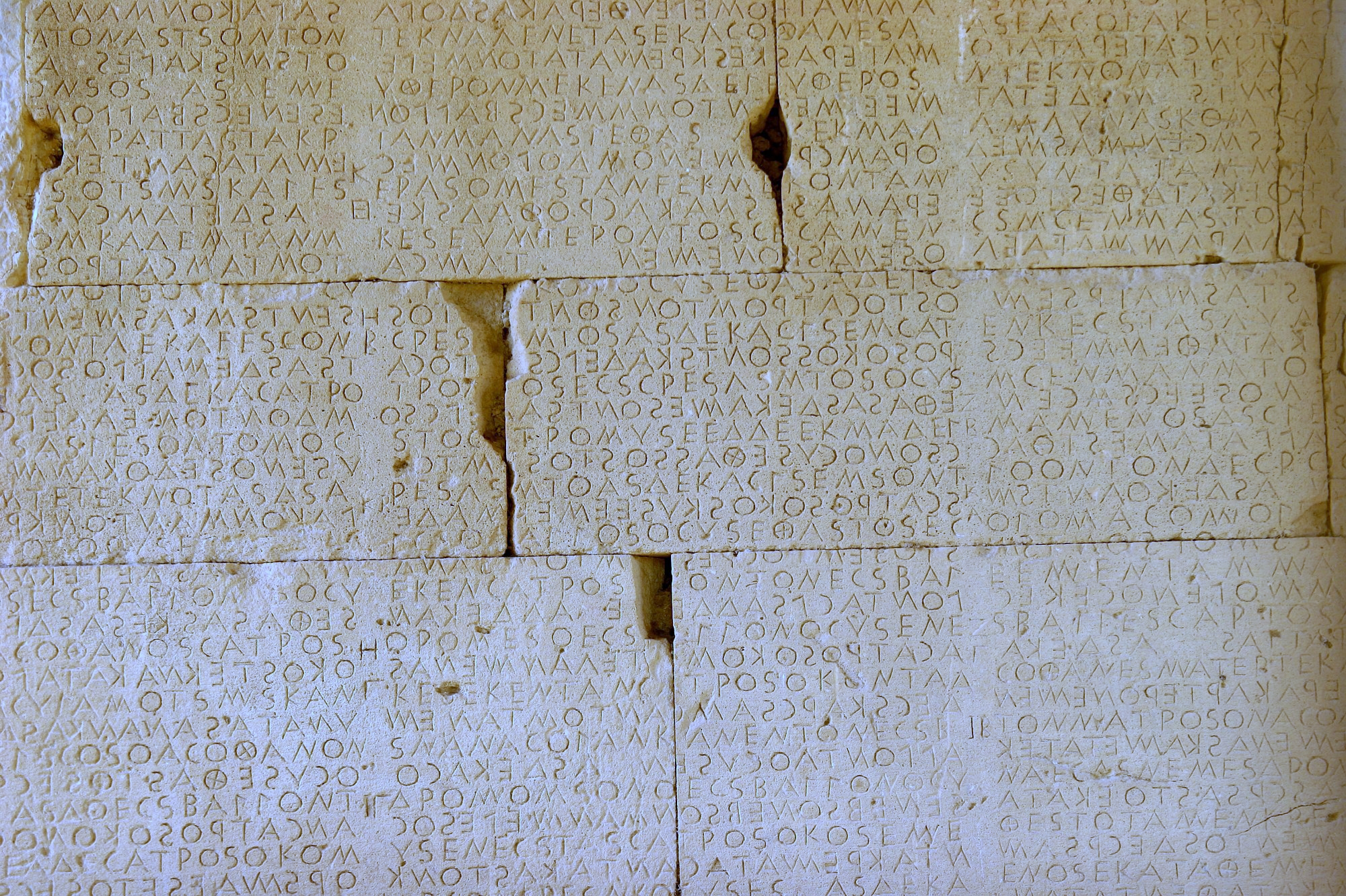
Inskription från lagtexten vid Gortyn.

Den enda källan till lagen är en fragmenterad plogskrift (Bustrofedon) på en murvägg som kan ha varit en del av agora (samlingsplats). Byggnaden var omkring 30 meter i diameter. De tolv spalter med text som är bevarade var omkring nio meter långa, en och en halv meter höga och innehöll omkring 600 textrader. Dessutom har ytterligare fragment av textstycken överlevt, de så kallade "andratexterna". Detta är den längsta bevarade antika grekiska inskriften, bortsett från Diogenes av Oinoanda. Studier av skriften tyder på att det är en enskild skulptör som har gjort arbetet. Inskriften dateras till första hälften av 400-talet f.Kr.
Det första fragmentet av lagen upptäcktes på 1850-talet. Den italienske arkeologen Federico Halbherr fann ytterligare fyra spalter med text medan han grävde ut en plats i närheten av en lokal kvarn 1884. Eftersom detta uppenbart var en del av en större text erhöll Halbherr, Ernst Fabricius och en arkeologisk grupp tillåtelse till att undersöka resten av platsen. De avtäckte ytterligare åtta kolumner på stenar som hade blivit nyttjade som en del av fundamentet till ett romersk odeon på 100-talet f.Kr. Den ursprungliga muren har i dag delvis rekonstruerats.
"Den stora lagen", som lagen också kallas, skrevs i en dorisk dialekt och är en av en rad juridiska inskrifter som är spridda över hela Kreta, trots att märkligt få icke-juridiska texter från samma område har blivit bevarade. Det doriska språket talades genomgående i städerna på Kreta som Knossos, Lyttos, Axos och olika andra orter på centrala Kreta. Lagen står inom en tradition på Kreta som i sin helhet representerar den enda betydande textkorpus av grekisk lag från antiken som har upptäckts utanför Aten.
Hela textkorpusen av lagarbete på Kreta kan indelas i tre breda kategorier: den tidigaste (I. Cret. IV 1-40., omkring 600 f.Kr. till omkring 525 f.Kr.) var inhuggen i trapporna och väggarna till Apollon Pythios tempel, nästa kategori innefattar Gortyns lagkodex på murarna till eller i närheten av agora mellan omkring 525 och 400 f.Kr. (I. Cret. IV 41-140), därefter kommer lagarna (I. Cret. IV 141-159) som innehåller joniska bokstäver och således dateras till 300-talet f.Kr.
Även om alla texterna är fragmentariska vittnar de om kontinuerliga förbättringar av och tillägg till lagen. Det har varit möjligt att följa utvecklingen av lagen från arkaiska proskriptioner (förbud) och framöver, särskilt minskande rättigheter för kvinnor och ökande rättigheter för slavar. Med dess hjälp har man även kunnat studera en del aspekter av offentlig rätt.